# Мито Хаджитрайков
Мито Хаджитрайков или Мито Яков Хаджията е български революционер, деец на Вътрешната македоно-одринска революционна организация.

## Биография
Мито Хаджитрайков е роден през 1856 година в кукушкото село Мутулово, тогава в Османската империя, днес в Гърция. Присъединява се към ВМОРО през 1894 година и е назначен за селски ръководител на организацията с помощници Нако и Гоце Кея. През 1898 година изпълнява издадената от ВМОРО смъртна присъда срещу сръбския учител в Кукуш, а на 12 септември 1900 година заедно с Трайчо Христов убива в Солун мутуловския чифликчия сайбия Изиет ефенди. През 1901 година четата на Иванчо Карасулийски посещава селото, но е разкрита и започва сражение, в което участва и Мито Хаджитрайков. Загиват петима четници, а след 20 дни Хаджитрайков, брат му и поп Нако се връщат в селото. През 1903 година селото им е обсадено, а Мито Хаджитрайков е изтезаван, за да издаде къде е скрито оръжието, което той не прави. Затворен е в Еди куле в Солун, откъдето е освободен с общата амнистия от 1904 година. Между 1905 и 1912 година отново е легален деец и ръководител на селската организация и поддържа връзка с войводите Станиш Наков, Сандо Китанов, Даме Груев, Христо Чернопеев, Тодор Александров, Аргир Манасиев, Григор Тотев и Мито Патарозлията. При началото на Балканската война, по нареждане на Тодор Александров, се занимава с взривяване на мостове и железопътни линии.
На 25 февруари 1943 година, като жител на София, подава молба за народна пенсия, която е одобрена и отпусната от Министерския съвет на Царство България.